# 休达

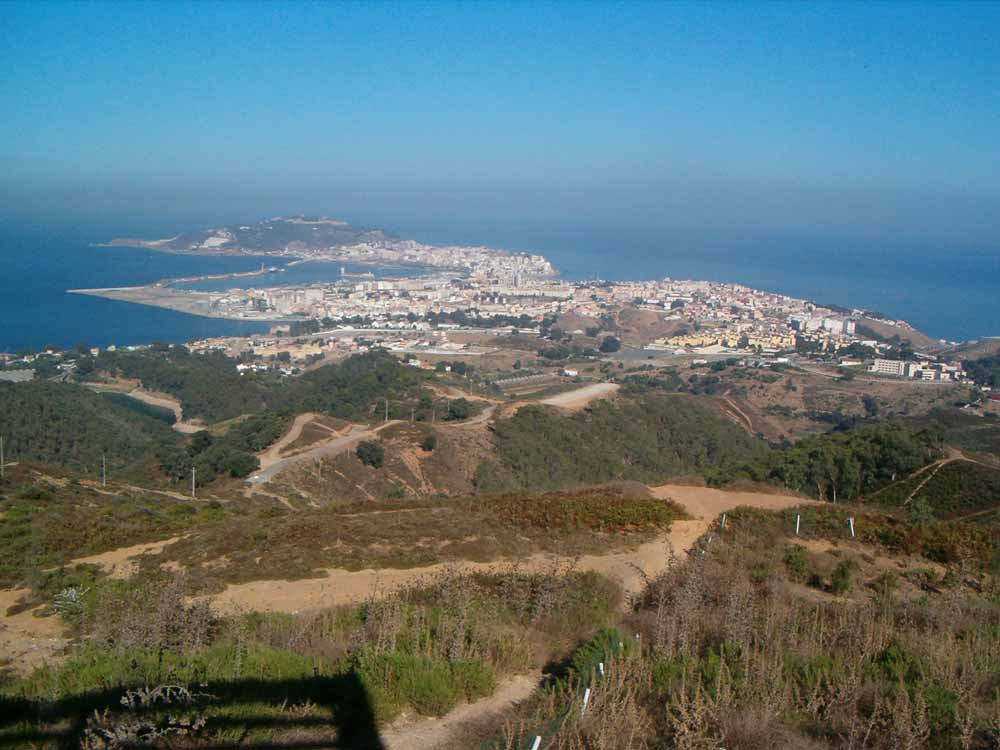
從邊界鳥瞰休達

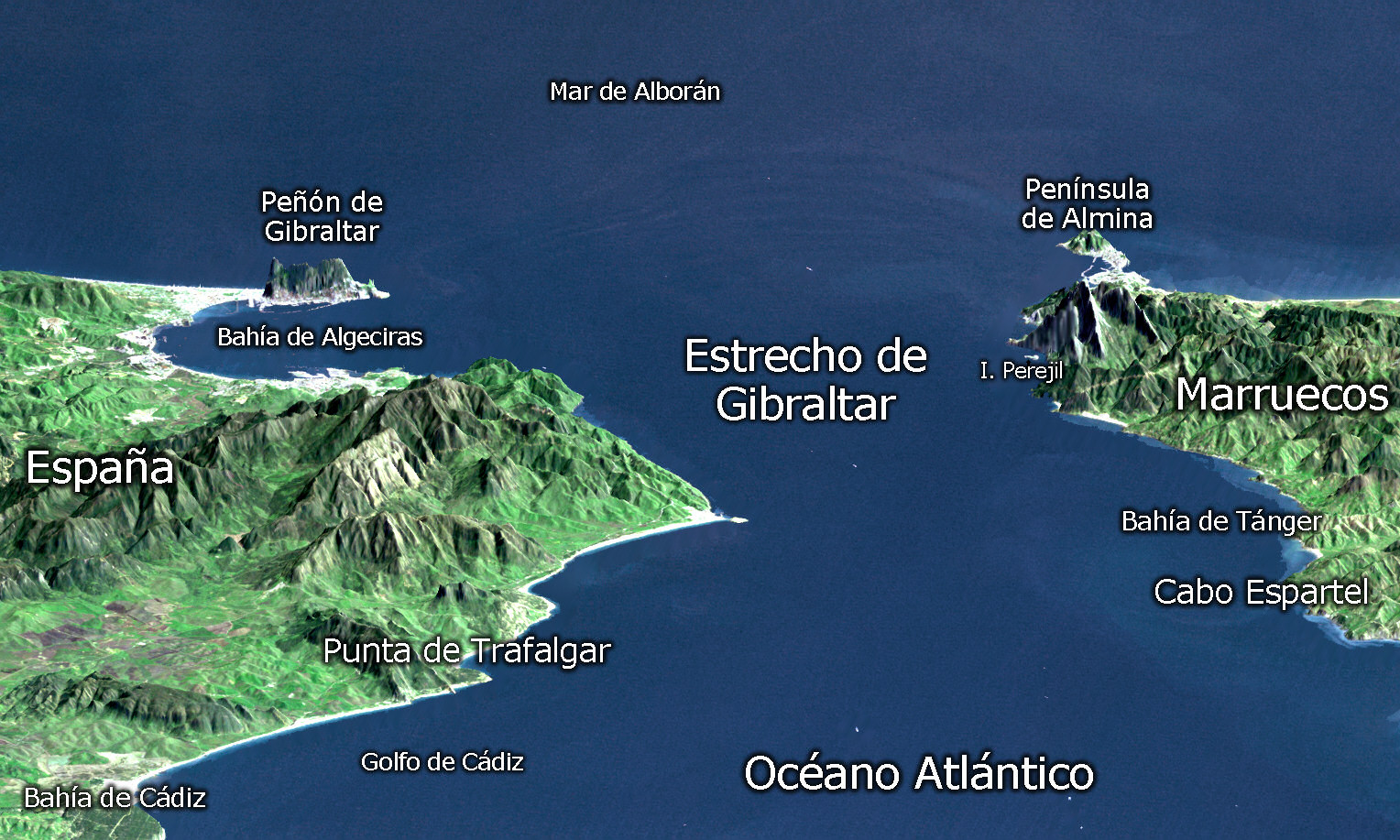
3D呈现直布罗陀海峡，两岸分别是西班牙、英国的海外领土直布罗陀（左）；摩洛哥和休达（右）。

休达，又称塞卜泰（羅馬化：Sabtah），是西班牙的兩個自治市之一（另一個是梅利利亞），位于非洲马格里布的最北部，直布罗陀海峡附近的地中海沿岸，与摩洛哥接壤。面积约18.5km²。
休达有一座叫Monte Hacho的山丘，从顶峰可以俯瞰休达全景。山丘上有一座西班牙駐軍的碉堡。Monte Hacho山和在摩洛哥最北部的Jebel Musa山都有可能是希腊传说中的赫拉克利斯海角。

## 历史
从前5世纪迦太基人（另一說為腓尼基人）统治时期开始，休达的地理位置就让他成为了商路上的重镇以及军事要地。但在公元42年罗马人占领休达之后，这座贫穷的城市就只有了军事上的作用。约400年后，汪达尔人赶走了罗马人，之后西哥特王國和拜占庭帝国又相继占领这块地方。
710年，一支穆斯林的军队逼近休达，但在休达的西哥特统治者朱利安（同时也是Ghomara的国王）的劝说下，这支军队转而进攻西班牙——据阿拉伯的史书记载，朱利安仇恨西班牙的原因是西班牙的西哥特国王罗德里克虐待他的女儿。因此，休达成为了这支塔里克·伊本·齐亚德将军率领的柏柏尔军队进攻伊比利亚半岛的根据地。
後來一度曾被伊斯兰教勢力統治差不多五個世紀。自朱利安（約公元7世紀初）死后，阿拉伯人开始统治这座城市，这招致了城市周围柏柏尔部落的仇视。740年，在马萨拉·阿尔·哈希尔的领导下，一场以“圣战”为名义而进行的叛乱摧毁了休达。直到9世纪，柏柏尔人的马哈克萨部落在首领马哈克斯的领导下重建了休达，以建立短暂的巴努·伊萨姆王朝。之后在他的孙子的领导下，伊萨姆王朝曾短暂地向马格里布的阿拉伯人伊德里斯王朝效忠。最终在931年，伊萨姆王朝的国王让位于科尔多瓦的后倭马亚王朝哈里发阿卜杜勒·拉赫曼三世，伊萨姆王朝终结。1031年，后倭马亚王朝的哈里发逐渐失去统治权，王朝陷入混乱，最终在1084年被柏柏尔人建立的穆拉比德王朝取代。之后休达再次成为侵略西班牙的基地，1147年，取代穆拉比德王朝的阿尔摩哈德王朝终于占领了西班牙。阿尔摩哈德王朝的统治持续到1242年被突尼斯的哈夫斯王朝取代，在1232年曾经历了伊本·胡德的叛乱。哈夫斯王朝在休达的影响很快衰弱，1249年他们被驱逐出休达。
此后休达在政治上一直处于不稳定的状态。1309年至1415年间，统治休达的是菲兹王國。1415年，葡萄牙国王若昂一世又占领了休达，成了葡萄牙人的領地。為了消除伊斯兰教在伊比利亚半岛的影响，开拓殖民地，同时传播天主教。1578年葡萄牙国王塞巴斯蒂昂战死，没有子嗣，王位由叔公恩里克主教接替，而恩里克同样没有子嗣，因此1580年恩里克驾崩后，经过纷争，西班牙国王腓力二世继承葡萄牙王位，休达随葡萄牙接受西班牙统治。此后吸引大批西班牙人移居。1640年葡萄牙王政复古战争战争爆发，休达选择支持西班牙。
1668年1月1日，西班牙国王卡洛斯二世和葡萄牙国王阿方索六世在里斯本签订条约，葡萄牙把休达割让给西班牙。
1694年，摩洛哥苏丹伊斯迈尔·伊本·沙里夫发动休达围城战，持续到1727年，期间葡萄牙人逃亡，多数战斗发生在休达皇家城墙，少部分战斗发生在摩洛哥海岸上的多个据点，并争夺直布罗陀海峡上的商船。
对休达边界的纷争引发了1859至1860年的西班牙-摩洛哥战争，最后在得土安战役中结束。
1936年7月，弗朗西斯科·佛朗哥指挥西班牙北非军团反抗西班牙共和国军，西班牙内战爆发，佛朗哥通过用于从德国和意大利获取援助的飞机空运兵力到西班牙本土。休达成为交战双方最早争夺的地区之一。
1956年西班牙承认西属摩洛哥独立，但保留休达，认为其属西班牙领土，而摩洛哥拒绝承认。
在文化上，现代的休达可以看作安达卢西亚的一部分，它距离安达卢西亚的加迪斯省海岸只有12英里。同时休达是一座国际城市，这里居住着大量的柏柏尔穆斯林、犹太人以及印度教徒。
2007年11月5日，西班牙国王胡安·卡洛斯一世巡视休达，发表演说鼓励当地居民，并向摩洛哥宣示主权。
2010年起，休达（和梅利利亚）宣布伊斯兰教节日古尔邦节为官方假日，这是自收复失地运动以来西班牙第一次官方庆祝非基督教节日。

## 自治市
休达的法律地位是自治市，其性质介于普通城市和自治区之间。在取得自治地位之前，休达是加的斯省的一部分。
休达目前是欧盟的一部分，而在1986年西班牙加入欧盟之前，休达是一个自由港。现在，休达则是欧盟货币体系内的低税区。

## 人口
根据1994年的人口普查，休达的人口为71,926人。根據2011年的官方數字，人口增至82,376。

## 气候
休达属于受海洋影响的地中海气候，与周边西班牙和摩洛哥的很多城市类似，比如塔里发、阿尔赫西拉斯和丹吉尔。日均温差非常小，年平均气温18.8℃，日均最高气温21.4℃，日均最低气温15.7℃。由于纬度原因，休达的冬季较为温暖。
| 休达 (海拔1m)                                                             | 休达 (海拔1m) | 休达 (海拔1m) | 休达 (海拔1m) | 休达 (海拔1m) | 休达 (海拔1m) | 休达 (海拔1m) | 休达 (海拔1m) | 休达 (海拔1m) | 休达 (海拔1m) | 休达 (海拔1m) | 休达 (海拔1m) | 休达 (海拔1m) | 休达 (海拔1m) |
| 月份                                                                      | 1月           | 2月           | 3月           | 4月           | 5月           | 6月           | 7月           | 8月           | 9月           | 10月          | 11月          | 12月          | 全年          |
| ------------------------------------------------------------------------- | ------------- | ------------- | ------------- | ------------- | ------------- | ------------- | ------------- | ------------- | ------------- | ------------- | ------------- | ------------- | ------------- |
| 历史最高温 °C（°F）                                                       | 21.7 (71.1)   | 25.5 (77.9)   | 27.9 (82.2)   | 28.4 (83.1)   | 33.7 (92.7)   | 35.3 (95.5)   | 40.2 (104.4)  | 38.9 (102.0)  | 34.8 (94.6)   | 33.1 (91.6)   | 27.2 (81.0)   | 25.6 (78.1)   | 40.2 (104.4)  |
| 平均高温 °C（°F）                                                         | 16.1 (61.0)   | 16.7 (62.1)   | 17.8 (64.0)   | 19.4 (66.9)   | 22.5 (72.5)   | 25.8 (78.4)   | 28.9 (84.0)   | 28.5 (83.3)   | 26.1 (79.0)   | 22.9 (73.2)   | 18.9 (66.0)   | 16.7 (62.1)   | 21.7 (71.1)   |
| 日均气温 °C（°F）                                                         | 13.6 (56.5)   | 14.2 (57.6)   | 15.0 (59.0)   | 16.5 (61.7)   | 19.2 (66.6)   | 22.3 (72.1)   | 25.0 (77.0)   | 25.1 (77.2)   | 23.0 (73.4)   | 20.2 (68.4)   | 16.5 (61.7)   | 14.4 (57.9)   | 18.8 (65.8)   |
| 平均低温 °C（°F）                                                         | 11.1 (52.0)   | 11.6 (52.9)   | 12.2 (54.0)   | 13.6 (56.5)   | 15.9 (60.6)   | 18.8 (65.8)   | 21.1 (70.0)   | 21.7 (71.1)   | 19.9 (67.8)   | 17.5 (63.5)   | 14.0 (57.2)   | 12.2 (54.0)   | 15.8 (60.4)   |
| 历史最低温 °C（°F）                                                       | 1.3 (34.3)    | 4.4 (39.9)    | 7.2 (45.0)    | 9.0 (48.2)    | 10.5 (50.9)   | 13.2 (55.8)   | 16.3 (61.3)   | 18.0 (64.4)   | 15.3 (59.5)   | 12.2 (54.0)   | 7.4 (45.3)    | 6.3 (43.3)    | 1.3 (34.3)    |
| 平均降水量 mm（）                                                         | 122 (4.8)     | 145 (5.7)     | 90 (3.5)      | 57 (2.2)      | 21 (0.8)      | 3 (0.1)       | 1 (0.0)       | 3 (0.1)       | 37 (1.5)      | 82 (3.2)      | 127 (5.0)     | 161 (6.3)     | 849 (33.2)    |
| 平均降水天数                                                              | 7             | 8             | 6             | 5             | 3             | 1             | 0             | 1             | 2             | 5             | 7             | 9             | 54            |
| 平均相對濕度（％）                                                        | 72            | 75            | 68            | 71            | 66            | 67            | 61            | 70            | 72            | 75            | 73            | 73            | 70            |
| 来源：Agencia Estatal de Meteorología, WorldWeatherOnline and Weather.com |               |               |               |               |               |               |               |               |               |               |               |               |               |

## 對外交通

### 船航
有渡輪前往西班牙阿爾赫西拉斯市，快船航程約45分鐘。

## 领土争端
摩洛哥政府一直认为休达、梅利利亚以及地中海上的一些无人岛屿——比如佩雷希尔——是摩洛哥的领土，和西班牙一直宣称直布罗陀是西班牙的领土是同一性质。但无论是西班牙政府，还是休达和梅利利亚的自治政府和市民，都声称这两座城市属于西班牙，和直布罗陀是完全不同的性质，西班牙的南部也曾经被伊斯兰政权所统治，现在却是西班牙领土。但摩洛哥政府认为这种辩解没有意义。

## 友好城市
- 法國 韦尔农

## 延伸阅读
- Bonney, Thomas George;  et al, , New York: James Pott & Co, 1907  [2020-06-27], （原始内容存档于2020-11-19）.
- Cauvin, Joseph;  et al (编), , , London: Longman, Brown, Green, & Longmans, 1843  [2020-06-27], （原始内容存档于2020-11-19）.
- Dyer, Thomas H., ,  II, London: John Murray: 965, 1873  [2020-06-27], （原始内容存档于2020-11-19）.
- Lipiński, Edward, , Orientalia Lovaniensia Analecta, No. 127, Studia Phoenicia, Vol. XVIII, Leuven: Uitgeverij Peeters, 2004  [2020-06-27], ISBN 9789042913448, （原始内容存档于2020-12-01）.
- Smedley, Edward;  et al (编), ,  XXII, London: B. Fellowes & al.: 48–49, 1845  [2020-06-27], （原始内容存档于2020-11-19）.
- Smith, Philip, , , London: Walton & Maberly, 1854  [2020-06-27], （原始内容存档于2017-01-25）.